# تسویکوویچ
تسویکوویچ (به صربی: Culjković) یک منطقهٔ مسکونی در صربستان است که در شاباتس واقع شده‌است. تسویکوویچ ۷۲۰ نفر جمعیت دارد.